# Автоскопія
Автоскопія — психологічний феномен; зорова галюцинація, при якій людина бачить самого себе. Автоскопічні галюцинації нерідко супроводжують важкі форми мозкової патології, зокрема зареєстрована при епілепсії, але за деяких умов спостерігаються і у психічно здорових людей.

## Клінічні симптоми
Цей феномен, досить поширений в клініці, зв'язується з надмірною втомою (яке може наступити і у індивідів без психічних відхилень), а також — з різними захворюваннями, істерією, епілепсією та шизофренією. Автоскопія характеризується виникненням у індивіда ілюзії, що він бачить самого себе як би з боку. Феноменальне «Я» індивіда як би набуває здатності відокремитися від фізичного тіла і спостерігати його як зовнішній об'єкт, при цьому всі соматичні відчуття видимого тілесного відображення стають недоступними. Відображення необов'язково повинне бути ідентичне тому, яке спостерігається в звичайному стані свідомості (наприклад, в дзеркалі), зокрема, може мати інший вік, але незважаючи на це воно все одно сприймається як образ самого себе. Хворі скаржаться на раптово наступаючі відчуття втрати ваги власного тіла, польоту в просторі, падіння і пов'язане з цими відчуттями почуттів двійника.

## Відомі випадки
Класичним прикладом автоскопії є історія з Гі де Мопассаном. У 1885 році письменник працював над рукописом оповідання «Горля». Абсолютно несподівано в дверях виникла якась фігура, пройшла по кімнаті і сіла навпроти. А потім стала диктувати продовження розповіді. Письменник був здивований до крайності. Хто ця людина? Але незабаром Мопассан зрозумів, що той, хто сидить навпроти, його власний двійник. Фігура швидко зникла, але те, що трапилося глибоко вразило письменника. Двійник виявився предвісником хвороби, яка застигла його зненацька, привела до божевілля і смерті.